# Parataenius mirabilis
Parataenius mirabilis is een keversoort uit de familie bladsprietkevers (Scarabaeidae). De wetenschappelijke naam van de soort is voor het eerst geldig gepubliceerd in 1961 door Balthasar.